# Araneus detrimentosus
Araneus detrimentosus là một loài nhện trong họ Araneidae.
Loài này thuộc chi Araneus. Araneus detrimentosus được Octavius Pickard-Cambridge miêu tả năm 1889.